# Oberonia japenensis
Oberonia japenensis är en orkideart som beskrevs av Johannes Jacobus Smith. Oberonia japenensis ingår i släktet Oberonia och familjen orkidéer. Inga underarter finns listade i Catalogue of Life.